# 濟科夫島
濟科夫島（英語：Zykov Island），是南極洲的島嶼，位於富爾默島和布羅姆斯基島之間，屬於哈斯韋爾群島的一部分，由澳大拉西亞探險隊發現和繪入地圖，現時由南極條約體系管理。